# Kazuko Sawamatsu
Kazuko Sawamatsu (Japans: 沢松和子, Sawamatsu Kazuko) (Nishinomiya, 5 januari 1951) is een voormalig tennisspeelster uit Japan.
Tussen 1970 en 1975 speelde ze 54 partijen voor Japan op de Fed Cup.
In 1975 won Sawamatsu samen met haar dubbelspelpartner Ann Kiyomura de finale van Wimbledon.

## Persoonlijk
Haar zus Junko Sawamatsu speelde ook tennis op het ITF- en WTA-circuit.

## Resultaten grandslamtoernooien
| Legenda | Legenda                          |
| ------- | -------------------------------- |
| g.t.    | geen toernooi gehouden           |
| l.c.    | lagere categorie                 |
| –       | niet deelgenomen                 |
| G       | uitgeschakeld in de groepsfase   |
| 1R      | uitgeschakeld in de eerste ronde |
| 2R      | uitgeschakeld in de tweede ronde |
| 3R      | uitgeschakeld in de derde ronde  |
| 4R      | uitgeschakeld in de vierde ronde |
| KF      | uitgeschakeld in de kwartfinale  |
| HF      | uitgeschakeld in de halve finale |
| F       | de finale verloren               |
| W       | het toernooi gewonnen            |
| w-v     | winst/verlies-balans             |

### Enkelspel
| toernooi        | 1968 | 1969 | 1970 | 1971 | 1972 | 1973 | 1974 | 1975 |
| --------------- | ---- | ---- | ---- | ---- | ---- | ---- | ---- | ---- |
| Australian Open | –    | –    | –    | –    | –    | HF   | 3R   | KF   |
| Roland Garros   | 1R   | 2R   | 1R   | 3R   | 2R   | 2R   | 1R   | KF   |
| Wimbledon       | 1R   | 1R   | 3R   | 3R   | 2R   | 2R   | 3R   | 3R   |
| US Open         | –    | –    | –    | –    | 2R   | 2R   | 1R   | KF   |

### Vrouwendubbelspel
| toernooi        | 1968 | 1969 | 1970 | 1971 | 1972 | 1973 | 1974 | 1975 |
| --------------- | ---- | ---- | ---- | ---- | ---- | ---- | ---- | ---- |
| Australian Open | –    | –    | –    | –    | –    | 2R   | KF   | –    |
| Roland Garros   | –    | 3R   | 2R   | 2R   | 2R   | KF   | KF   | HF   |
| Wimbledon       | 2R   | 3R   | KF   | 1R   | –    | 1R   | 2R   | W    |
| US Open         | –    | –    | –    | –    | –    | 2R   | 1R   | 2R   |